# Greatest Hits (álbum de Avril Lavigne)
Greatest Hits es el primer álbum de grandes éxitos de la cantante canadiense Avril Lavigne. Legacy Recordings lo lanzó el 21 de junio de 2024 para apoyar la octava gira de conciertos de Lavigne, Greatest Hits Tour. El álbum incluye veinte canciones que abarcan la carrera musical de Lavigne desde su debut en 2002.

## Lanzamiento y promoción
El 10 de mayo de 2024, Lavigne anunció sus planes de lanzar un álbum de grandes éxitos. El álbum está destinado a acompañar su octava gira de conciertos, Greatest Hits Tour, que comienza el 22 de mayo de 2024 en Vancouver. El álbum incluye 20 canciones que abarcan la carrera de Lavigne e incluye contribuciones de Yungblud, Machine Gun Kelly y Blackbear. Greatest Hits estará disponible en vinilo de 12", CD y formatos digitales. Los formatos físicos incluirán un empaque del álbum con nuevas fotografías y una "nota personal de [Lavigne] para sus fans".

## Lista de canciones
| Greatest Hits |                                                                                           |          |  |
| N.º           | Título                                                                                    | Duración |  |
| 1.            | «Sk8er Boi» (del disco Let Go)                                                            | 3:23     |  |
| 2.            | «Girlfriend» (del disco The Best Damn Thing)                                              | 3:37     |  |
| 3.            | «What the Hell» (del disco Goodbye Lullaby)                                               | 3:39     |  |
| 4.            | «Complicated» (del disco Let Go)                                                          | 4:05     |  |
| 5.            | «Don't Tell Me» (del disco Under My Skin)                                                 | 3:26     |  |
| 6.            | «I'm a Mess» (con Yungblud; del disco Love Sux)                                           | 3:07     |  |
| 7.            | «He Wasn't» (del disco Under My Skin)                                                     | 2:59     |  |
| 8.            | «Losing Grip» (del disco Let Go)                                                          | 3:53     |  |
| 9.            | «My Happy Ending» (del disco Under My Skin)                                               | 4:02     |  |
| 10.           | «Bite Me» (del disco Love Sux)                                                            | 2:39     |  |
| 11.           | «Nobody's Home» (del disco Under My Skin)                                                 | 3:32     |  |
| 12.           | «I'm with You» (del disco Let Go)                                                         | 3:44     |  |
| 13.           | «When You're Gone» (del disco The Best Damn Thing)                                        | 4:00     |  |
| 14.           | «Bois Lie» (con Machine Gun Kelly; del disco Love Sux)                                    | 2:43     |  |
| 15.           | «Smile» (del disco Goodbye Lullaby)                                                       | 3:29     |  |
| 16.           | «Love It When You Hate Me» (con Blackbear; del disco Love Sux)                            | 2:25     |  |
| 17.           | «Rock n Roll» (del disco Avril Lavigne)                                                   | 3:26     |  |
| 18.           | «Here's to Never Growing Up» (del disco Avril Lavigne)                                    | 3:34     |  |
| 19.           | «Keep Holding On» (del disco The Best Damn Thing y Eragon: Music from the Motion Picture) | 3:59     |  |
| 20.           | «Head Above Water» (del disco Head Above Water)                                           | 3:40     |  |
| 69:22         |                                                                                           |          |  |

| Japanese edition bonus tracks |                            |                 |          |  |
| N.º                           | Título                     | Original album  | Duración |  |
| 21.                           | «Alice» (extended version) | Goodbye Lullaby | 5:00     |  |
| 22.                           | «Hello Kitty»              | Avril Lavigne   | 3:16     |  |

## Charts

### Weekly charts
| Chart (2024)                                | Peak position |
| ------------------------------------------- | ------------- |
| Australia (ARIA)                            | 61            |
| Austria (Ö3 Austria)                        | 11            |
| Bélgica (Ultratop flamenca)                 | 95            |
| Bélgica (Ultratop valona)                   | 107           |
| Canadá (Billboard Canadian Albums)          | 71            |
| Francia (SNEP)                              | 87            |
| Alemania (Offizielle Top 100)               | 21            |
| Hungría Hungarian Physical Albums (MAHASZ)  | 12            |
| Italia (FIMI)                               | 64            |
| Japón (Oricon)                              | 7             |
| Japón Japanese Combined Albums (Oricon)     | 12            |
| Japón Japanese Hot Albums (Billboard Japan) | 7             |
| Portugal (AFP)                              | 35            |
| Escocia (Scottish Albums Chart)             | 8             |
| España (PROMUSICAE)                         | 91            |
| Suiza (Schweizer Hitparade)                 | 47            |
| Reino Unido (UK Albums Chart)               | 33            |
| Estados Unidos (Billboard 200)              | 76            |

### Monthly charts
| Chart (2024)   | Position |
| -------------- | -------- |
| Japón (Oricon) | 32       |

## Historial de Lanzamiento
| Región | Fecha               | Formatos                            | Discográfica | Ref. |
| ------ | ------------------- | ----------------------------------- | ------------ | ---- |
| Varios | 21 de junio de 2024 | CD, descarga digital, streaming, LP | Legacy       |      |